# 富山西総合病院
富山西総合病院（とやまにしそうごうびょういん）は、富山県富山市にある医療機関である。医療法人社団藤聖会が設置する病院であり、富山県内の民間病院で唯一、へき地医療拠点病院の指定を受けている。

## 特徴
2018年2月1日に、八尾総合病院（富山市八尾町福島）の一部を分割・移転する形で開設された。隣地に回復期リハビリテーション専門病院である富山西リハビリテーション病院があり、公道上空の連絡通路で連結されている。
2018年日本サインデザイン賞銅賞受賞。

## 沿革
- 1987年（昭和62年）5月 - 八尾町福島（現・富山市八尾町福島）に八尾総合病院として開設。
- 2018年（平成30年）2月1日[3] - 八尾総合病院のうち、一般病床154床を分割し、富山市婦中町下轡田に富山西総合病院を開設。
- 2018年（平成30年）4月 - へき地医療拠点病院の指定を受ける。[4]
- 2021年（令和3年）4月 - アイン薬局富山西店（敷地内薬局）を開設。[5]
- 2022年（令和4年）10月 - 北棟の準備工事に着手[6]。
- 2023年（令和5年）1月 - 北館棟の本体工事に着手[6]。
- 2024年（令和6年）6月21日 - 屋上庭園のある北棟の竣工式を挙行。介護医療院は同年7月1日から、外来や救急部門は同年7月8日から利用を開始する[7]。
- 2024年（令和6年）7月 -介護医療院開設。入所定員48床。
- 2024年（令和6年）9月 - 療養病棟開設。総病床数199床。

## 診療科目
- 内科
- 呼吸器内科
- 循環器内科
- 消化器内科
- 血液内科
- 糖尿病・代謝内科
- 腎臓内科（人工透析）
- 神経内科
- 外科
- 消化器外科
- 乳腺外科
- 整形外科
- 脳神経外科
- 形成外科
- 小児科
- 皮膚科
- 泌尿器科
- 婦人科
- 眼科
- 耳鼻咽喉科
- リハビリテーション科
- 放射線科
- 歯科

## 医療機関の指定等
- 救急告示病院
- DPC対象病院
- へき地医療拠点病院

## 交通アクセス
- 速星駅より婦中コミュニティバスで約8分程度。
- 富山駅より富山地方鉄道バスでファボーレ前より徒歩約6分程度。